# One Week (film, 2008)
Pour les articles homonymes, voir One Week.
Pour plus de détails, voir Fiche technique et Distribution.
One Week, ou Sept jours au Québec, est un film canadien réalisé par Michael McGowan (en) en 2008, avec comme acteurs principaux Joshua Jackson, Liane Balaban, et Campbell Scott (narrateur). La première du film eut lieu au Festival international du film de Toronto le 8 septembre 2008 et sa sortie en salles le 6 mars 2009.
Joshua Jackson joue Ben Tyler, qui vient juste d'être diagnostiqué d'un cancer. Malgré ce cancer, qui requiert un traitement imminent, il décide de parcourir le Canada (à travers les prairies) à moto de Toronto à l'île de Vancouver. Durant sa route, il rencontre plusieurs personnes qui vont l'aider à propos de sa relation amoureuse entre lui et sa fiancée, Samantha (jouée par Liane Balaban), de son travail et de son rêve de devenir écrivain.
Le paysage ainsi que la bande-originale du film sont totalement canadiens. Ces éléments sont très ressentis tout au long du film.
Joshua Jackson gagna le prix Génie du meilleur acteur en 2010 pour son interprétation de Ben Tyler. Liane Balaban fut nommée pour le meilleur second rôle.
Le film n'est jamais sorti dans les salles françaises.

## Synopsis
Ben Tyler vit à Toronto, Ontario. Il est professeur d'anglais en école primaire. On lui annonce subitement qu'il a un cancer évalué entre le quatrième stade et le stade final. Avec seulement 10 % de chance de survie et deux ans à vivre, le docteur lui recommande de commencer immédiatement un traitement, qui lui donnera de meilleures chances de survie. Au lieu de suivre le conseil de son médecin traitant, il se met à parcourir le Canada à motocyclette.

## Fiche technique
- Titre : One Week
- Réalisation : Michael McGowan (en)
- Scénario : Michael McGowan (en)
- Musique : Andrew Lockington
- Montage : Nicolas Trembasiewicz
- Costumes : Julie O'Brien
- Production : Michael McGowan (en), Nick de Pencier, Jane Tattersall
- Sociétés de distribution : Mongrel Media (Canada), Métropole Films Distribution (Québec)
- Budget : 2 000 000 $
- Pays de production :  Canada
- Langue originale : anglais
- Format : couleur - 2,35:1 (Cinémascope) - 35mm
- Genre : drame, road movie
- Durée : 94 minutes
- Date de sortie : 2008

## Acteurs et rôles

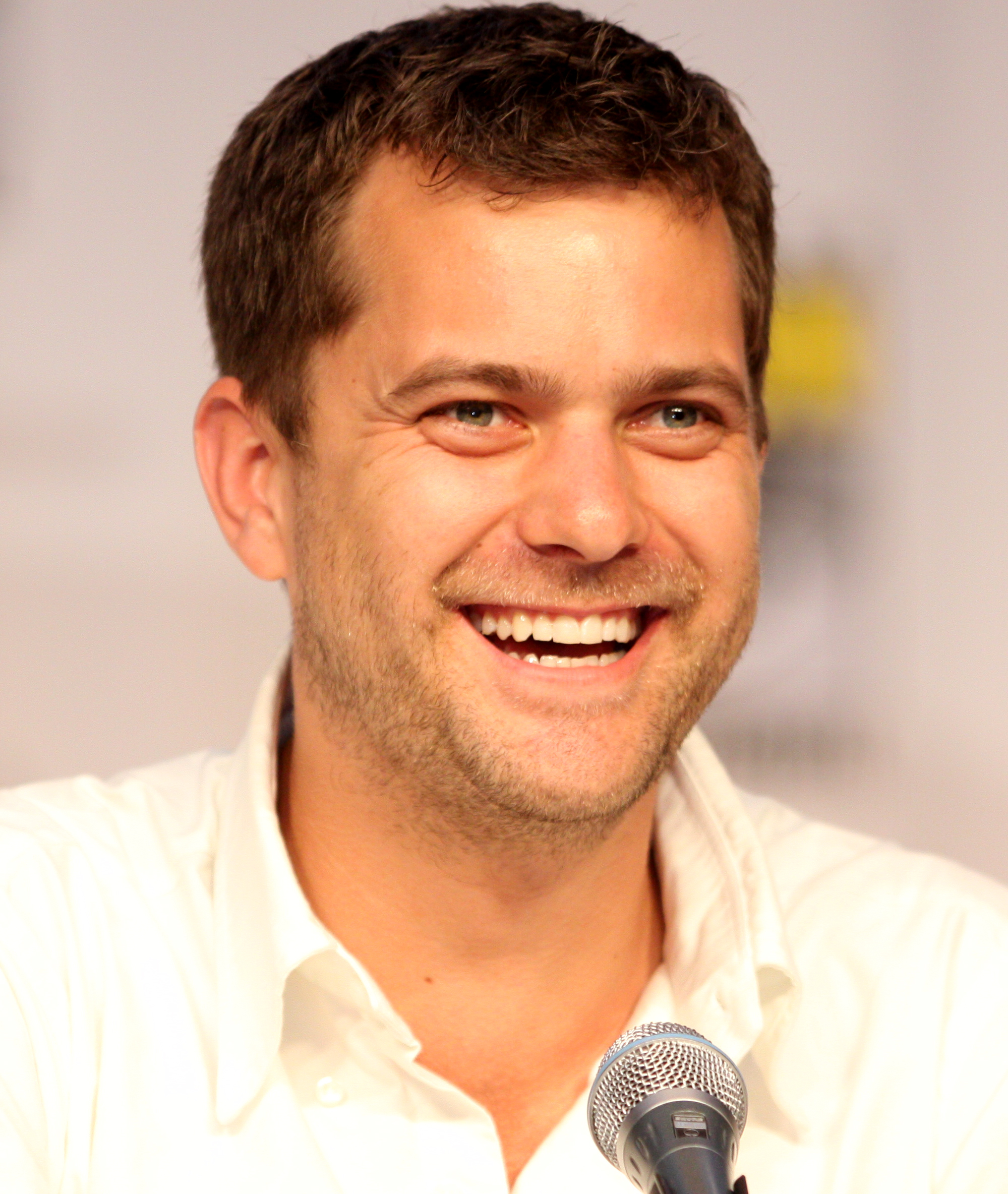
Joshua Jackson, personnage principal du film

| Acteur           | Rôle                   |
| ---------------- | ---------------------- |
| Joshua Jackson   | Ben Tyler              |
| Liane Balaban    | Samantha Pierce        |
| Campbell Scott   | Narrateur              |
| Peter Spence     | Docteur                |
| Marc Strange     | Art Carey              |
| Gage Munroe (en) | Young Ben              |
| Richard Waugh    | Entraîneur de baseball |
| Deirdre Kirby    | Mme. Bell              |
| Fiona Reid       | Mary Tyler             |
| Chuck Shamata    | Gerald Tyler           |
| Caroline Cave    | Nancy Tyler            |
| Jodi Brooks      | Infirmière Forrester   |
| Chris Benson     | Maire                  |
| David Reale (en) | Pete                   |

| Acteur              | Rôle                                             |
| ------------------- | ------------------------------------------------ |
| Kyle Fairlie        | Oscar                                            |
| Colin Fox           | Père O'Neill                                     |
| Jim Codrington      | Pharmacien                                       |
| Gord Downie         | Motocycliste (jouant son propre rôle)            |
| Gabriel Hogan       | Dereck Vincent                                   |
| Jane Spidell        | Fran                                             |
| Fergus Barnes       | L'amoureuse de Fran                              |
| Chad Nobert         | Gui de la tour Badlands (jouant son propre rôle) |
| Joel Plaskett       | Busker                                           |
| Emm Gryner          | Tracey                                           |
| Chef Leonard George | Chanteur amérindien (jouant son propre rôle)     |
| Michaela Mann       | Seurveuse                                        |
| Ryan Reid           | Max                                              |
| Ulla Friis          | Steffi                                           |

## Lieux de tournages
Ci-dessous, la liste complète des lieux dans lesquels ce film a été tourné : 

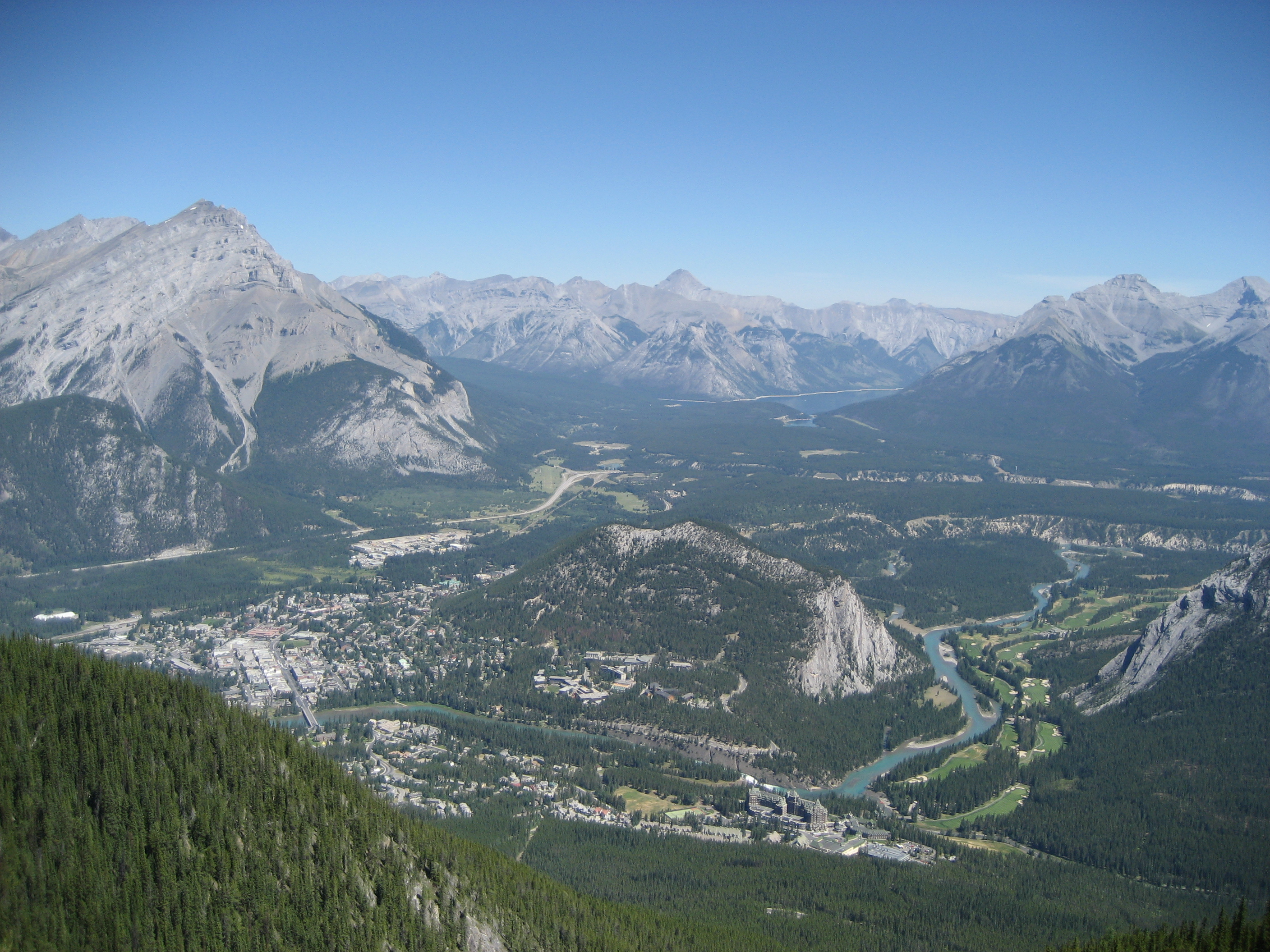
Le parc national de Banff au Canada, en Alberta

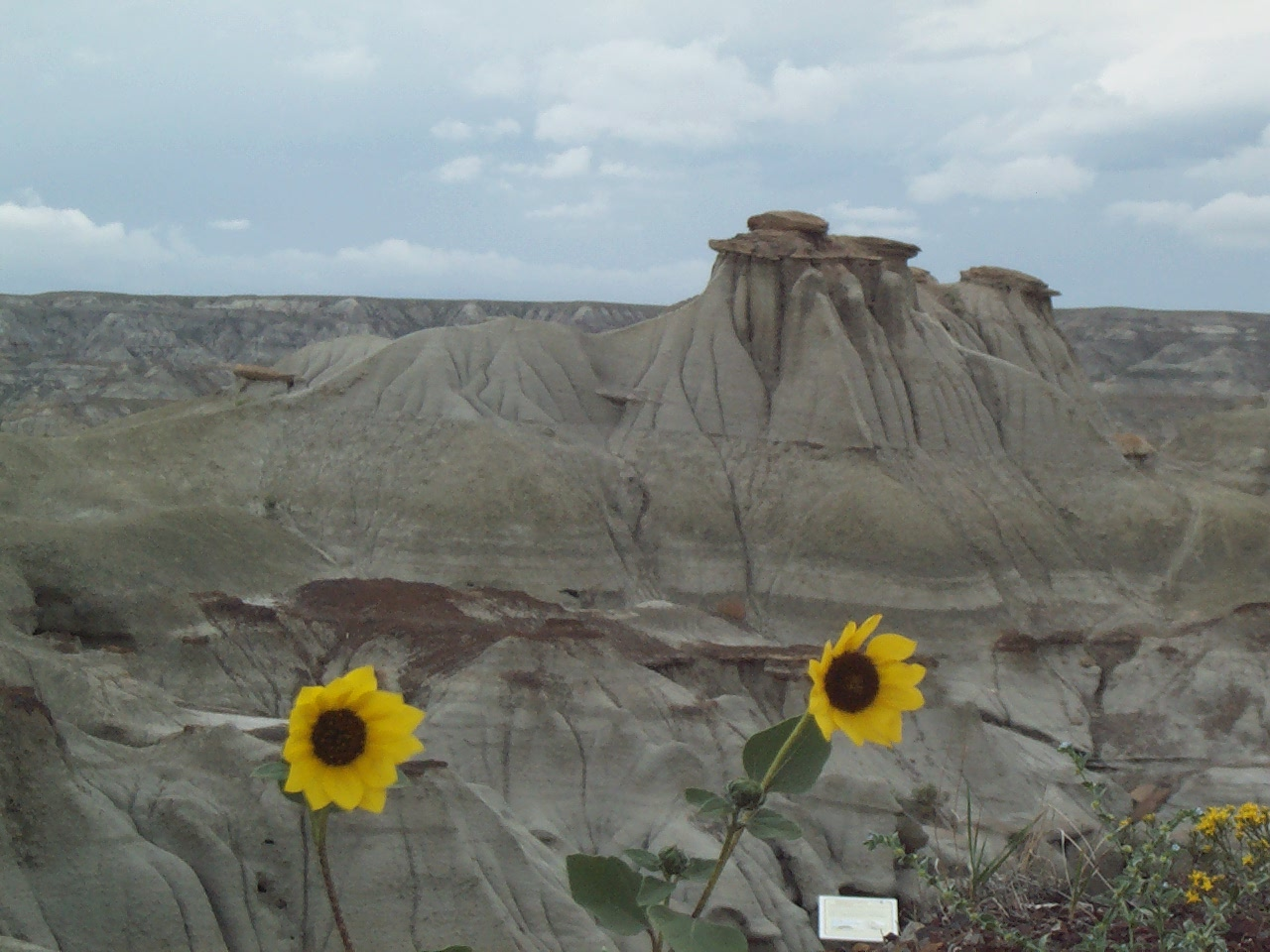
Le parc provincial Dinosaur au Canada, en Alberta

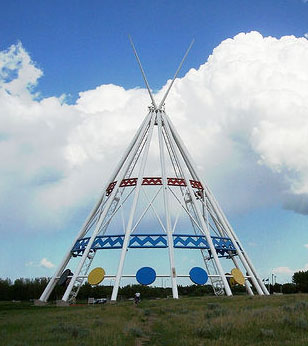
Le plus grand teepee du monde à Medicine Hat. Teepee présent dans le film

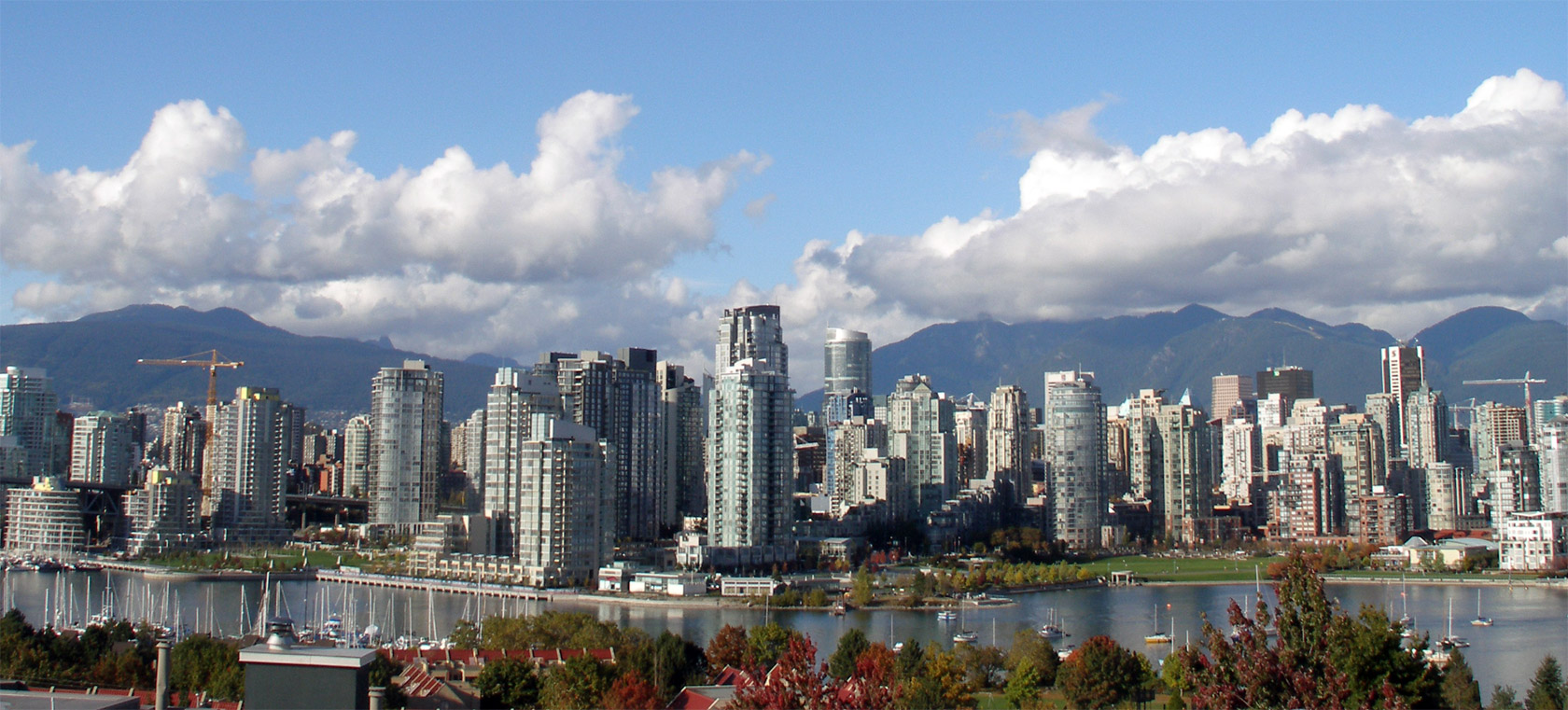
Vancouver

| Banff, parc national de Banff, Alberta, Canada Carman (Manitoba), Manitoba, Canada Parc provincial Dinosaur, Alberta, Canada Drumheller, Alberta, Canada Duncan, Colombie-Britannique, Canada Elm Creek, Manitoba, Canada Glenboro, Manitoba, Canada Grand Forks, Colombie-Britannique, Canada Gravenhurst, Ontario, Canada Hope, Colombie-Britannique, Canada Kenora, Ontario, Canada Kimberley, Colombie-Britannique, Canada Medicine Hat, Alberta, Canada Minden, Ontario, Canada Port Carling, Ontario, Canada | Radium Hot Springs, Colombie-Britannique, Canada Saint-Claude, Manitoba, Canada Saint-Lupicin, Manitoba, Canada Schomberg, Ontario, Canada Sudbury, Ontario, Canada Thunder Bay, Ontario, Canada Tofino, Colombie-Britannique, Canada Toronto, Ontario, Canada Ucluelet, Colombie-Britannique, Canada Upsala, Ontario, Canada Vancouver, Colombie-Britannique, Canada Virden, Manitoba, Canada Wawa, Ontario, Canada Whitby, Ontario, Canada White River, Ontario, Canada |